# Jared Cohen

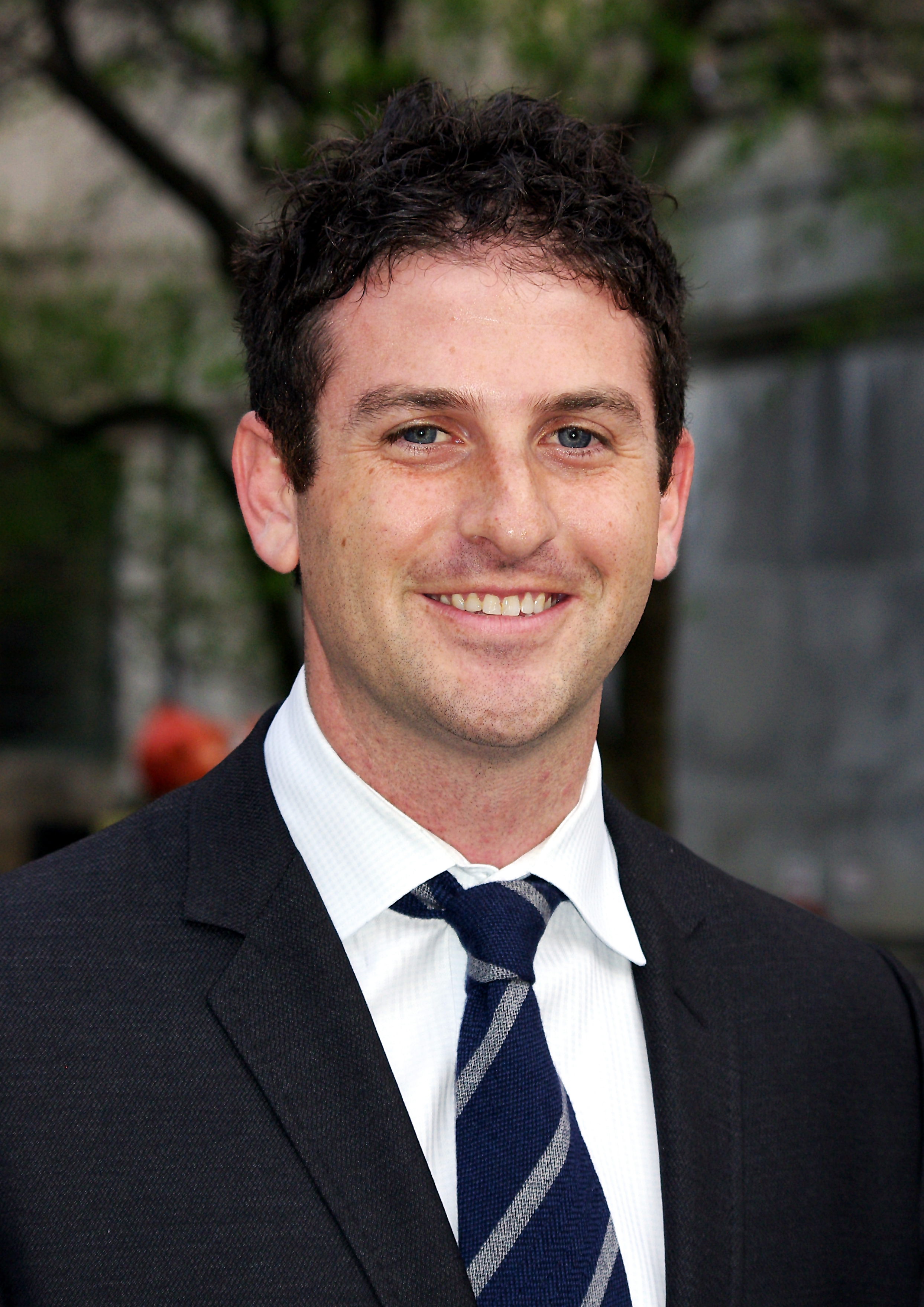
Cohen auf der Vanity Fair-Party beim Tribeca Film Festival 2011

Jared Cohen (* 24. November 1981 in Weston, Connecticut.) ist ein amerikanischer Politikberater und Manager.

## Leben
Cohen studierte Geschichte und Politikwissenschaft an der Stanford University und schloss 2004 als Bachelor ab. Anschließend erwarb er als Rhodes Scholar an der Oxford University einen Master-Grad in Internationalen Beziehungen.
Cohen absolvierte ein Praktikum im Außenministerium der Vereinigten Staaten und wurde 2006 Mitarbeiter im Planungsstab, dem er auch nach dem Amtswechsel von Condoleezza Rice zu Hillary Clinton weiterhin angehörte.
Im September 2010 verließ er die Regierung und wechselte in die außenpolitische Denkfabrik Council on Foreign Relations. Kurz darauf wurde Cohen Gründungsdirektor von Google Ideas.
2013 porträtierte ihn das Time Magazine als einen der 100 einflussreichsten Menschen.

## Veröffentlichungen
- mit Eric Schmidt: The New Digital Age: Re-shaping the Future of People, Nations and Business – Alfred A. Knopf, 2013
- Children of Jihad: A Young American's Travels Among the Youth of the Middle East. Penguin Books (Gotham) 2007
- One Hundred Days of Silence: America and the Rwanda Genocide. Rowman & Littlefield, 2006